# Karl Schuberg
Karl Schuberg (Karlsruhe, 16 de julho de 1827 – Karlsruhe, 17 de abril de 1899) foi um engenheiro florestal e silvicultor alemão. Foi professor e reitor do Polytechnikum in Karlsruhe.
Foi em 1867 professor do Polytechnikum in Karlsruhe.

## Obras
- Der Waldwegbau und seine Vorarbeiten (Berlim 1873–75, 2 Volumes)
- Aus deutschen Forsten, I: Weißtanne, II: Rotbuche (Tübingen 1888 u. 1894)
- Formzahlen und Massentafeln für die Weißtanne (Berlim 1891)
- Zur Betriebsstatistik im Mittelwalde (Berlim 1898)

Também escreveu artigos na obra de Friedrich von Weech Badische Biographien (Karlsruhe 1875) e na obra estatística Das Großherzogtum Baden (Karlsruhe 1885). Schuberg foi duas vezes reitor em Karlsruhe (1888/1889 e 1893/1894). 

## Condecorações
Em 1880 recebeu a Ordem do Leão de Zähringer como Cavaleiro, Primeira Classe. Em 1895 foi eleito membro da Academia Leopoldina.